# Veinte de Noviembre, Jungapeo
Veinte de Noviembre är en ort i Mexiko.   Den ligger i kommunen Jungapeo och delstaten Michoacán de Ocampo, i den södra delen av landet, 140 km väster om huvudstaden Mexico City. Veinte de Noviembre ligger 1 861 meter över havet och antalet invånare är 138.
Terrängen runt Veinte de Noviembre är kuperad. Runt Veinte de Noviembre är det tätbefolkat, med 319 invånare per kvadratkilometer. Närmaste större samhälle är Heróica Zitácuaro, 8,5 km öster om Veinte de Noviembre. Omgivningarna runt Veinte de Noviembre är en mosaik av jordbruksmark och naturlig växtlighet.